# Ansonia minuta
Ansonia minuta – gatunek płaza bezogonowego z rodziny ropuchowatych (Bufonidae).

## Systematyka
Gatunek ten zalicza się do rodzaju Ansonia, będąc jednym z jego 38 przedstawicieli. Umiejscowienie tego rodzaju w obrębie rodziny ropuchowatych (Bufonidae) stanowi przedmiot debaty, wydaje się on bliskim krewnym rodzaju Pelophryne, a następnie wyróżnianej przez niektórych autorów podrodziny Adenominae.

## Budowa
Samica mierzy 29 mm od czubka pyska do kloaki, podczas gdy ten sam wymiar u samca mierzy od 20 do 24 mm.
Pysk gatunku sięga dalej niż jego żuchwa. Błony bębenkowa nie widać, podobnie jak występujących u innych Ansonia żółtej brodawki w kącie szczęki. Worek rezonansowy otwiera się na lewo.
Do charakterystycznych cech gatunku należą duże przylgi na palcach przednich łap. Na tylnych łapach występuje struktura o angielskiej nazwie tarsal ridge („most stępowy”). Przylgi na palcach tylnych łap tworzą małe dyski.

## Rozmieszczenie geograficzne
Płaz ten należy do gatunków endemicznych. Spotyka się go jedynie na wyspie Borneo, na terenach należących do dwóch południowowschodnioazjatyckich państw – Indonezji i Malezji. Co więcej, Ansonia minuta zamieszkuje tylko niektóre regiony wyspy. W obrębie Indonezji spotyka się ją w regionie Kalimantan, choć jej zasięg jest tam rozczłonkowany. Na terenie Malezji płaz występuje w stanie Sarawak, ale tylko w jego centrum i na zachodzie.
Podejrzewa się jednak, jak podaje Międzynarodowa Unia Ochrony Przyrody (IUCN), że rzeczywisty zasięg występowania gatunku może być szerszy, niż to wynika z dotychczasowych obserwacji.

## Cykl życiowy
Rozród opisywanej ropuchy zachodzi w wodzie. Występuje forma larwalna, czyli kijanka, rozmnażająca się właśnie w środowisku wodnym. Ansonia minuta rozmnaża się w wodach płynących: w niewielkich, płynących wśród skał strumieni o czystej wodzie.

## Ekologia
Zwierzę bytuje na wysokościach od 200 do 1000 m nad poziomem morza.
Ansonia minuta wiedzie lądowy tryb życia. Jako jego siedlisko IUCN podaje wilgotne nizinne lasy tropikalne.
Dotychczas nie odnotowano napotkania gatunku w środowisku zmodyfikowanym działalnością ludzką.

## Status zagrożenia i ochrona
W Czerwonej księdze gatunków zagrożonych IUCN płaz ten klasyfikowany jest jako gatunek najmniejszej troski (LC, ang. Least Concern).
Całkowita liczebność tego gatunku ulega spadkowi.
IUCN uznaje za największe zagrożenie dla tego gatunku degradację środowiska naturalnego, w którym żyje. Jest ona spowodowana wylesianiem nizinnych terenów wyspy Borneo, spowodowanym pozyskiem drewna. W efekcie przyczynia się to do rozczłonkowania siedliska, w którym żyje płaz.
Płaz ten zamieszkuje tereny chronione, w tym Park Narodowy Bukit Baka-Bukit Raya. IUCN dostrzega jednakże potrzebę większej ochrony lasów tropikalnych.